# John Breaux
John Breaux (Crowley, 1944. március 1. –) az Amerikai Egyesült Államok szenátora (Louisiana, 1987–2005).